# Ziduri
Ziduri is een Roemeense gemeente in het district Buzău.
Ziduri telt 4730 inwoners.